# Vaast d'Arras
Pour les articles homonymes, voir Vaast (homonymie) et Saint-Vaast.
Vaast d'Arras en normand et picard, aussi nommé saint Waast en picard et en wallon (prononcer [sɛ̃ vɑ]), saint Vedast sous une forme savante issue du latin Vedastus, voire Wedastus, saint Gaston en français, sint Vaast en néerlandais, Foster en anglais, est un évêque de la Gaule franque né au Ve siècle et décédé à Arras en 540. Selon la tradition catholique, il serait le premier évêque et est le saint patron d'Arras et de son diocèse ; il est fêté le 6 février.
Les attributs que lui confère La Légende dorée sont un loup ou un ours, une colonne ardente, et la compagnie de Clovis.

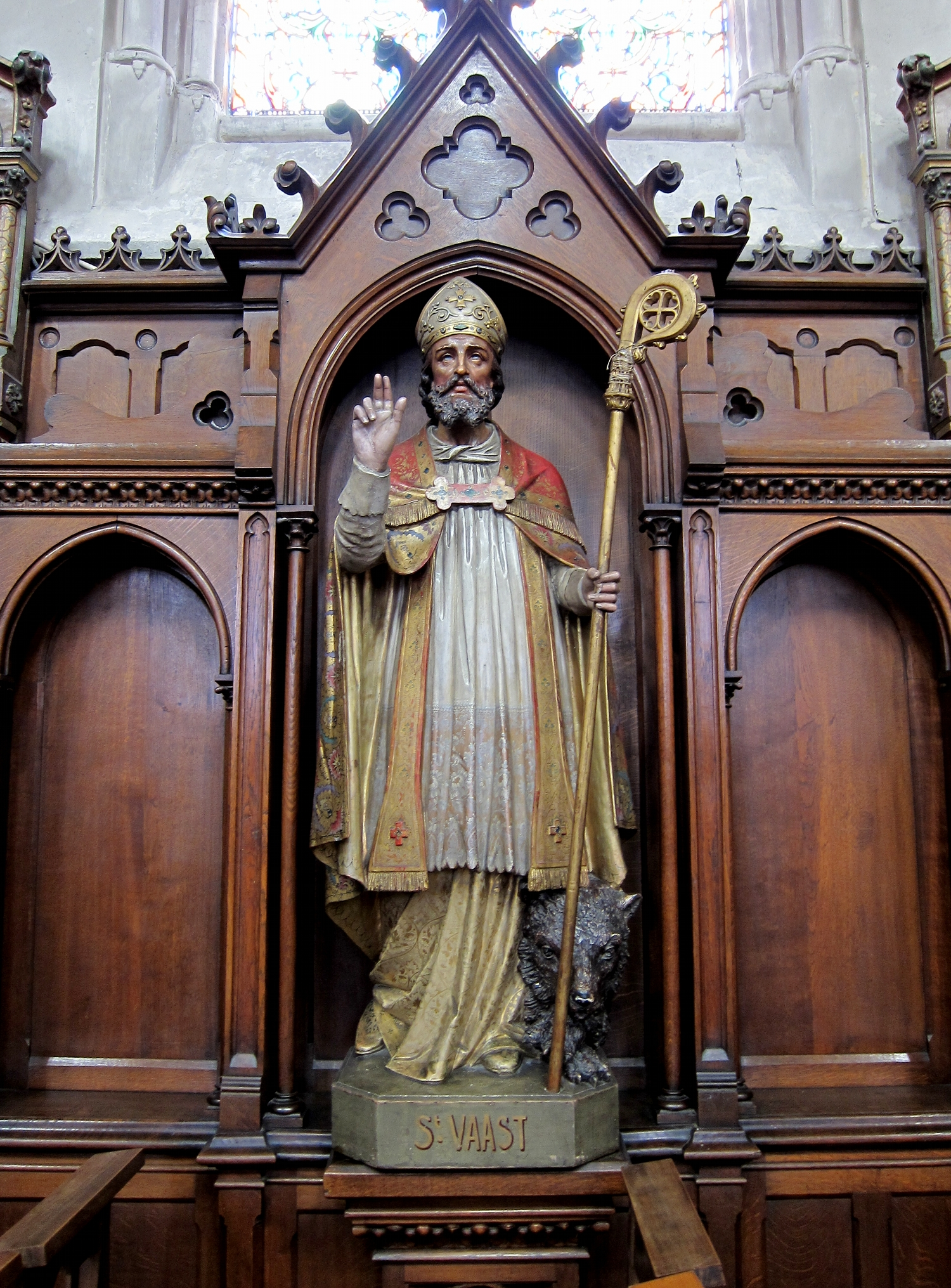
Statue de saint Vaast dans l'église Saint-Vaast de Wambrechies.

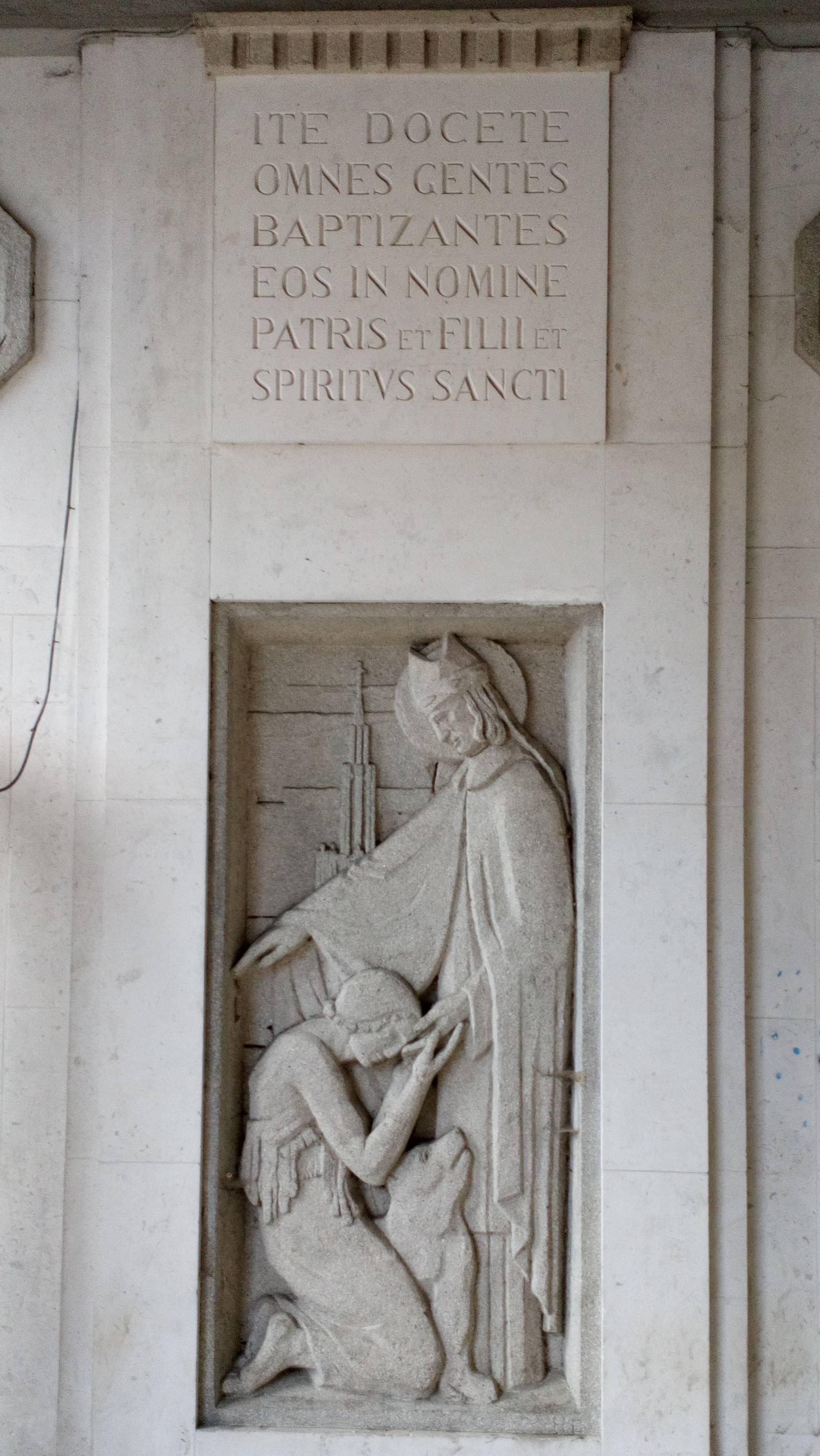
Bas-relief représentant saint Vaast sous le porche de l'église Saint-Vaast de Moreuil.

## Biographie

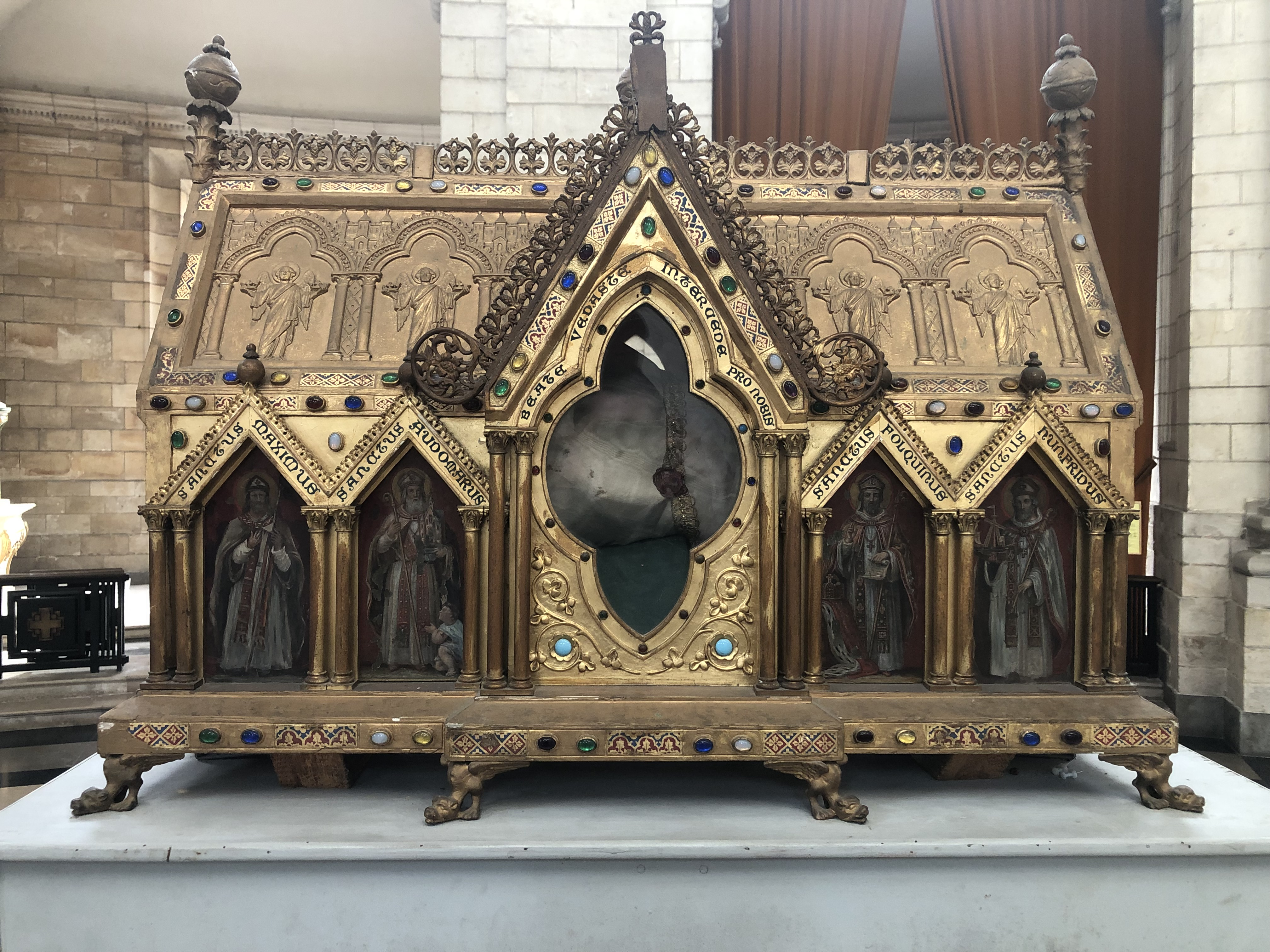
Châsse contenant les reliques de Saint Vaast dans le chœur de la cathédrale d'Arras.

Selon sa Vita Brevior rédigée au VIe siècle, Vaast (ou Waast) serait originaire d'un lieu appelé Leucus, qui pourrait être Châlus (Castrum Leucus au haut Moyen Âge), situé aux confins du Périgord et du Limousin. Selon d'autres sources, il aurait pu naître en Périgord, soit à Châtres (au lieu-dit Branquelion), à Saint-Pierre-de-Frugie (au château de Vieillecour) ou encore à Trémolat. Il se retira à Toul, principauté épiscopale puissante, actuellement en Lorraine, où il fut ordonné prêtre.
Selon la légende, il instruisit le roi païen Clovis au christianisme après sa victoire de Tolbiac en 496. La conversion du roi franc, accomplie lors de son baptême par saint Remi (durant laquelle on dit que Vaast tint la couronne), entraîna celle des guerriers de sa suite.
Recommandé par le roi, Vaast reçut de Remi la charge des évêchés d'Arras (v. 499) puis de Cambrai (510), où il lutta contre le paganisme qui s'y était redéveloppé depuis l'invasion d'Attila, qui avait ruiné la région. La Légende dorée rapporte que peu de temps après son ordination en tant qu'évêque d'Arras, il trouva une église envahie par les ronces et où habitait un loup (ou un ours selon les versions) ; il ordonna à l'animal de partir et de ne jamais revenir, et c'est ce qui arriva.
Il mourut en 540 et fut inhumé à Arras, dans la cathédrale. La Légende dorée de Jacques de Voragine raconte que l'imminence de sa mort lui fut signifiée par une colonne de feu qui s'abattit sur sa maison.

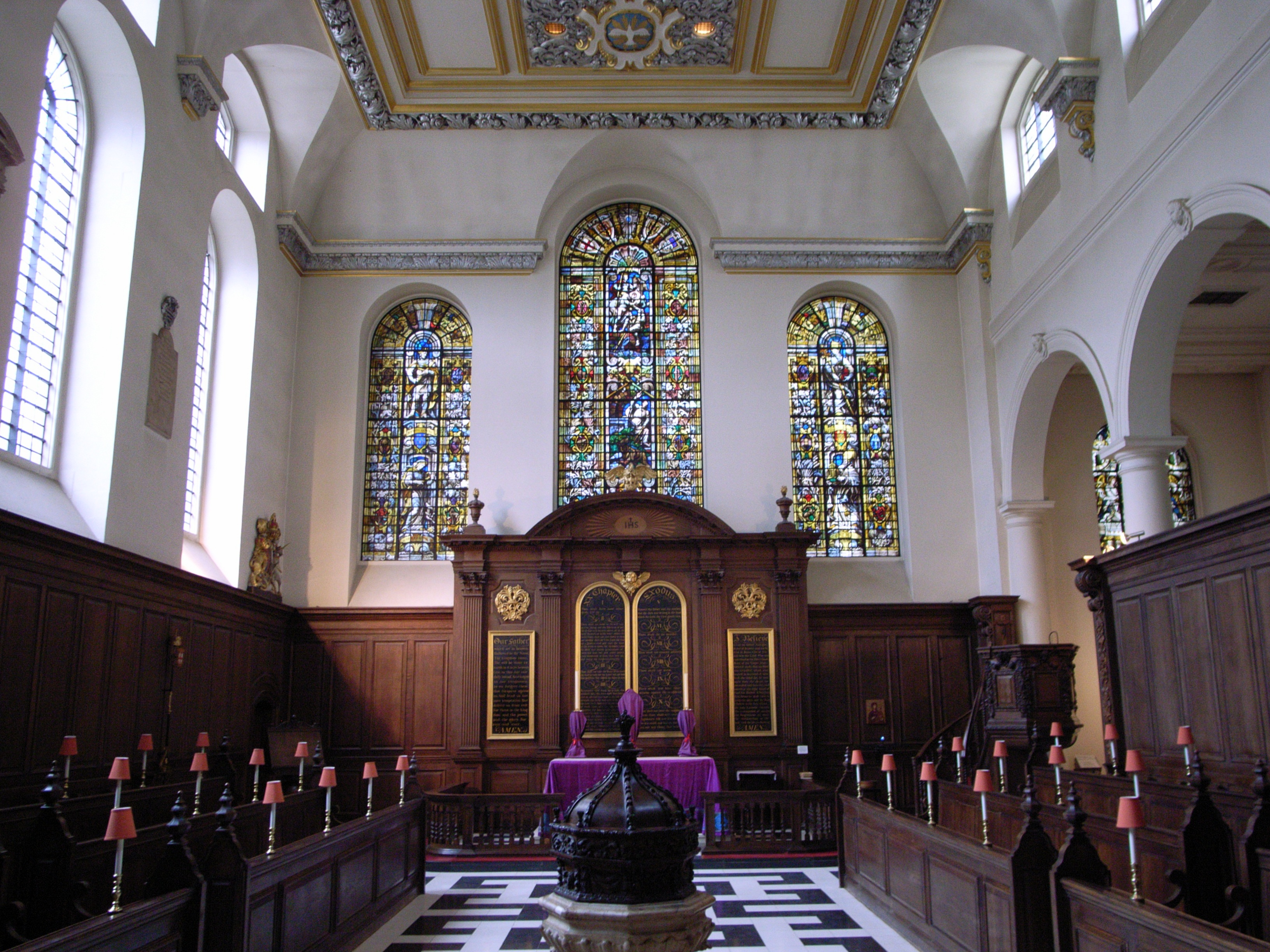
Intérieur de l'église Saint-Vedast alias Foster dans la Cité de Londres.
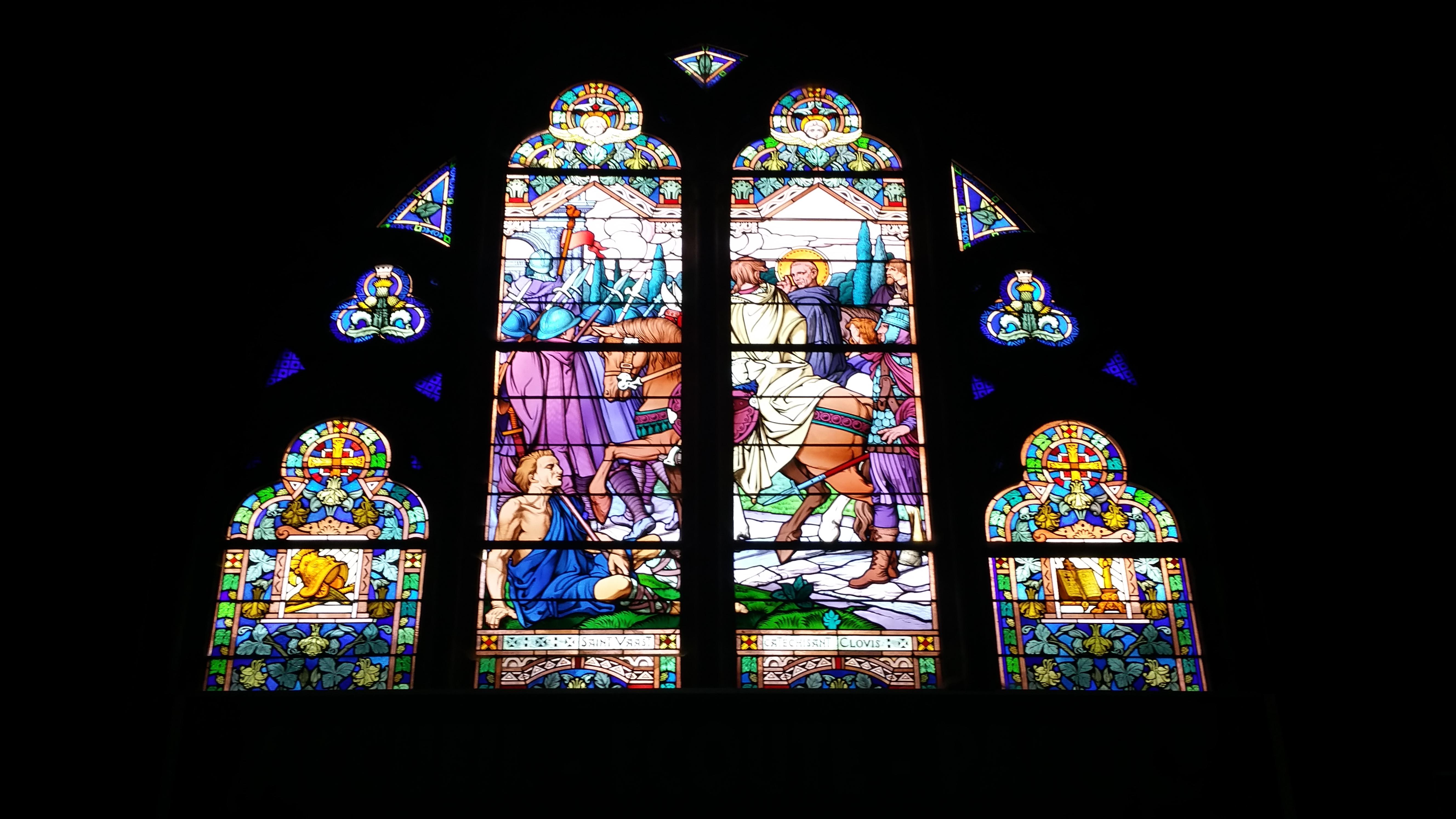
Vitrail représentant saint Vaast et Clovis dans l'église Saint-Vaast de Béthune.

## Postérité
- Son culte se développa dans la Flandre et devint très vite populaire et le resta durant tout le début du Moyen Âge. La très renommée abbaye Saint-Vaast fut construite à Arras en sa mémoire, et son corps y fut transféré en 667. Après quelques péripéties (transfert à Vaux en 879 pour les protéger de l'invasion normande, retour à Arras, transfert en 880 à Beauvais après l'incendie de l'abbaye, retour en 893), ses restes furent transférés à la cathédrale d'Arras en 1227. Après la destruction de celle-ci à la Révolution, ses reliques sont déplacées dans l'église abbatiale Saint-Vaast d'Arras, devenue cathédrale, où sa châsse se trouve toujours ; des peintures le figurant y sont aussi exposées[2].
- Dans l'église Saint-Nicolas-en-Cité d'Arras, deux vitraux lui rendent hommage : « Aux portes d'Arras, saint Vaast guérit un aveugle et un boiteux, 500 » ; « Sur l'ordre de saint Vaast, un ours s'enfuit à travers les ruines » (symbolisant le recul du paganisme, à l'époque de l'évangélisation du continent européen)[3],[4].
- Son culte se répandit également en Picardie, comme en témoignait l'abbaye Saint-Vaast de Moreuil. L'église actuelle de la ville est toujours placée sous son vocable, comme plus d'une dizaine d'églises paroissiales du département le la Somme. Dans l'Oise, quatorze églises sont dédiées à saint Vaast ou utilisent ce titre comme second vocable[5]. Plusieurs églises lui sont dédiées et plusieurs villages ou villes portent son nom, sur le littoral normand.
- Le culte de saint Vaast traversa la Manche pour l'Angleterre, où trois églises - dans la Cité de Londres, à Norwich, et à Tathwell dans le Lincolnshire - lui sont dédiées.
- L'église de Villac (Dordogne), inscrite en 2015 au titre des monuments historiques, porte son nom.

## Disciple
- Vigor de Bayeux